# Charoides soma
Charoides soma är en skalbaggsart som beskrevs av Dillon 1945. Charoides soma ingår i släktet Charoides och familjen långhorningar. Inga underarter finns listade i Catalogue of Life.